# Allinges
Allinges ist eine französische Gemeinde im Département Haute-Savoie in der Region Auvergne-Rhône-Alpes.

## Geographie
Allinges liegt auf 538 m, vier Kilometer südsüdwestlich der Stadt Thonon-les-Bains (Luftlinie). Das Dorf erstreckt sich im Chablais, an aussichtsreicher Lage südlich des Genfersees, über dem Tal des Ruisseau des Blaves, am Nordfuß einer Hügelkette der Savoyer Voralpen.
Die Fläche des 15,01 km² großen Gemeindegebiets umfasst einen Abschnitt des zentralen Chablais. Der nördliche Teil des Gemeindeareals liegt auf einem nach Norden geneigten Plateau, das durch Moränenablagerungen des eiszeitlichen Rhonegletschers gekennzeichnet ist. Es wird durch den Ruisseau des Blaves zum Genfersee entwässert. Der südliche Teil wird von einer schmalen Hügelkette eingenommen, die auf der Maladière mit 760 m den höchsten Punkt von Allinges erreicht. Nach Südwesten erstreckt sich der Gemeindeboden über die Talniederung des Ruisseau du Redon bis an den Rand des ausgedehnten Waldgebietes Forêt de Planbois.

### Gemeindegliederung
Zu Allinges gehören neben dem eigentlichen Dorfzentrum verschiedene weitere Dörfer und Weilersiedlungen. Von Südwesten nach Nordosten sind dies:
- Mésinges (511 m) auf dem Plateau am Nordfuß der Maladière
- Commelinges (550 m) am unteren Nordhang der Maladière
- Château-Vieux (600 m) am Südosthang der Hügel von Allinges
- Mâcheron (582 m) an einem Seitenbach des Ruisseau des Blaves
- La Chavanne (545 m) auf dem Plateau östlich des Ruisseau des Blaves
- Les Bougeries (545 m) auf dem Plateau östlich des Ruisseau des Blaves

Nachbargemeinden von Allinges sind Thonon-les-Bains im Norden, Armoy, Lyaud und Orcier im Osten, Draillant und Perrignier im Süden sowie Margencel und Anthy-sur-Léman im Westen.

## Geschichte

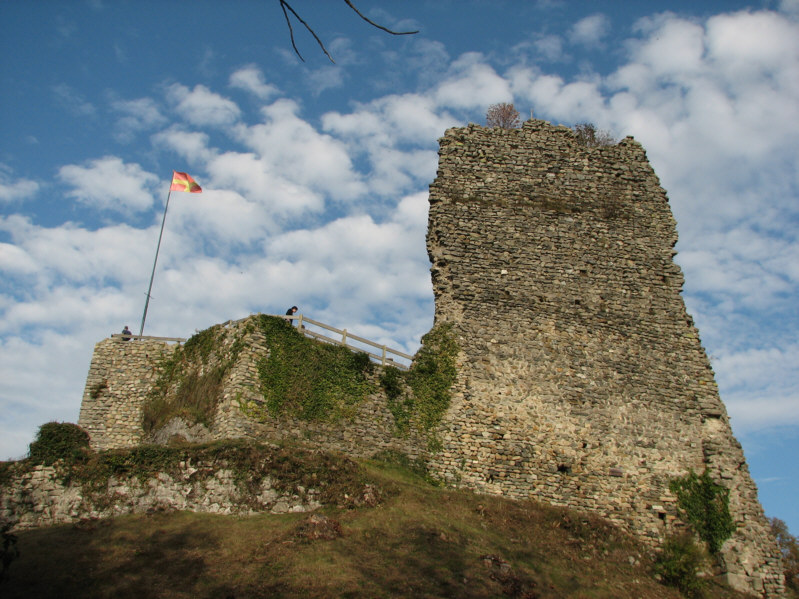
Ruinen des Château Vieux

Wahrscheinlich errichteten die Burgunder im 5. Jahrhundert nach Christus die erste Festungsanlage (an der Stelle des späteren Château Vieux) auf dem Hügel oberhalb von Allinges. Der Ortsname taucht erstmals im 10. Jahrhundert als Alingo auf. Später erschienen die Bezeichnungen Alingis (1138), Allinges (1196), und lange Zeit lautete der offizielle Name Les Allinges. Dieser Ortsname ist vom Personennamen Alo abgeleitet, der eine Kurzform verschiedener typischer burgundischer Namen (Alethius, Alaricus, Alamar) darstellt.
Unter Rudolf II. von Burgund wurde im 10. Jahrhundert das Château Neuf erbaut. Die Herren von Allinges waren fortan die von der Abtei Saint-Maurice eingesetzten Verwalter im Chablais. Im 13. und 14. Jahrhundert gab es während langer Zeit Streitigkeiten zwischen dem Château Neuf, das dem Haus Savoyen gehörte, und dem benachbarten Château Vieux, das in der Hand der Erben der Herren von Faucigny lag. Diese Auseinandersetzungen führten schließlich zur Zerstörung des Château Vieux, und dessen Besitz ging 1355 mit dem Vertrag von Paris an die Grafen von Savoyen über. Im Jahre 1703 wurde das Château Neuf von den Truppen Ludwigs XIV. zerstört.

## Sehenswürdigkeiten

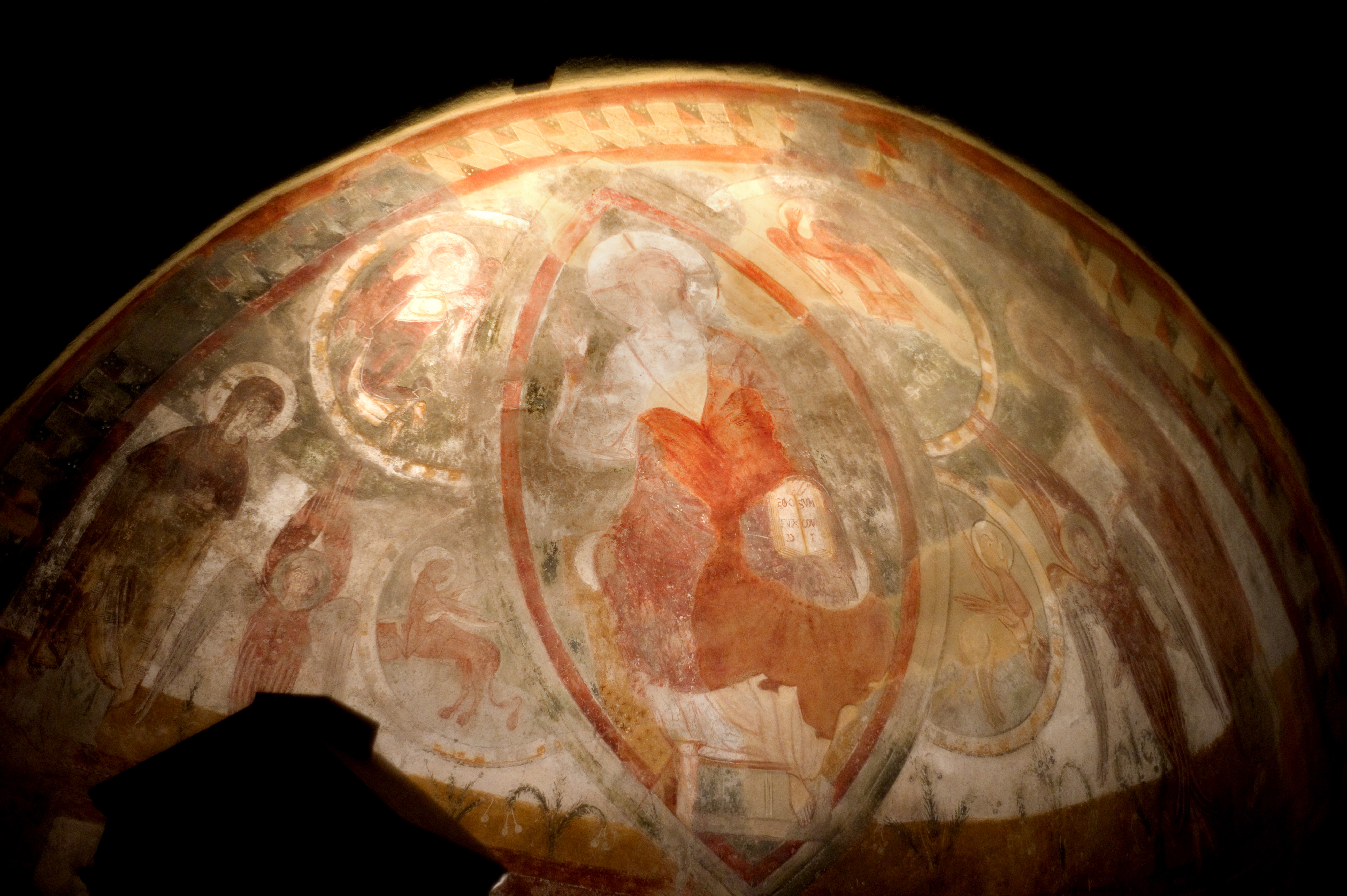
Château Neuf: Fresken in der Kapelle

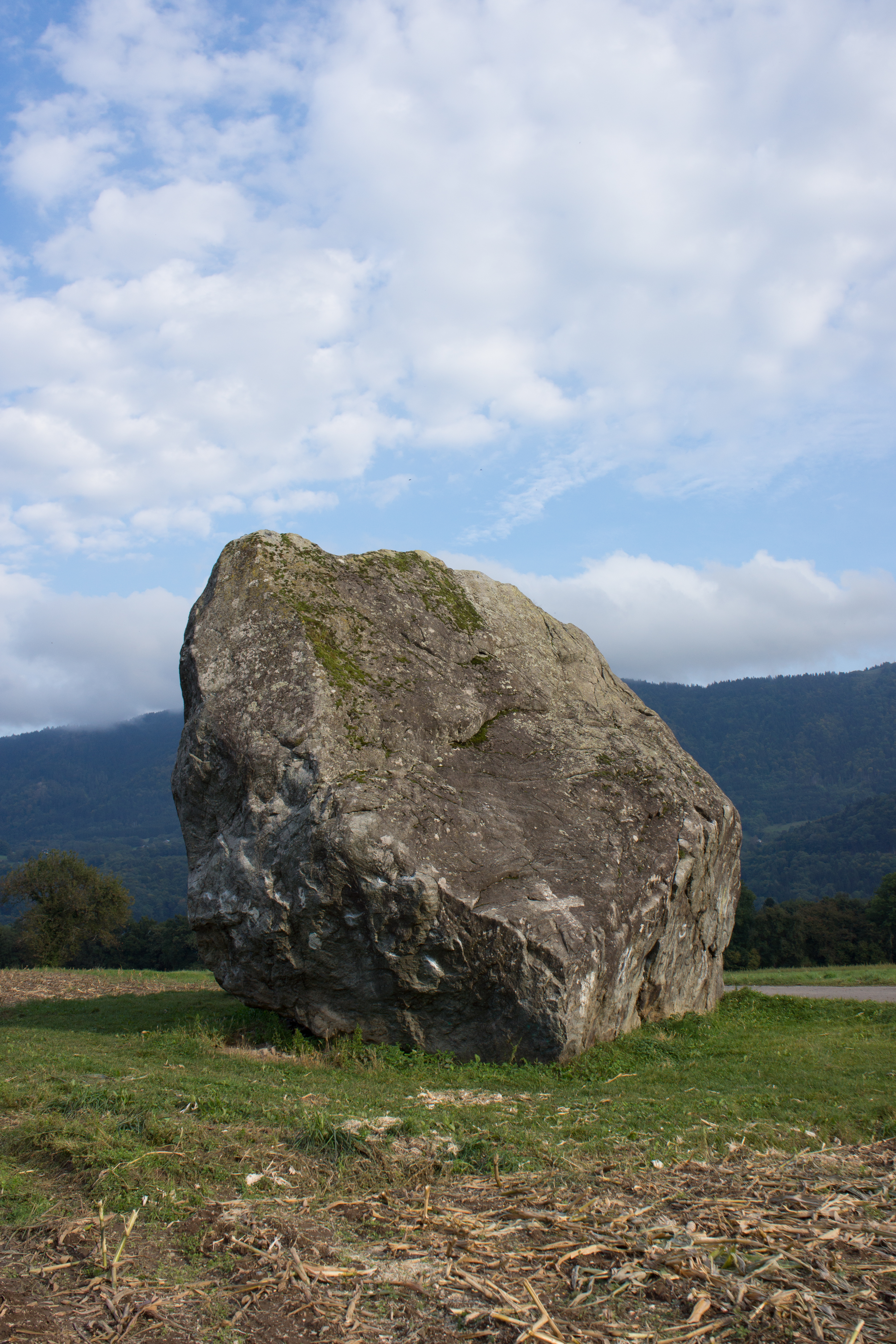
Bloc erratique sculpté d'Allinges Monument historique

Die Dorfkirche von Allinges stammt aus dem 19. Jahrhundert. Auf dem Hügel oberhalb von Allinges stehen die Ruinen des Château Vieux und des Château Neuf sowie die romanische Kapelle Saint-François-de-Sales, die im 11. Jahrhundert errichtet wurde und bedeutende Fresken aus der Erbauungszeit birgt. 
In Mésinges befinden sich die Ruinen eines Befestigungsturms und eine vorromanische Kapelle.

## Pierre du Diable
Der als historisches Denkmal eingestufte Pierre du Diable (Stein des Teufels – auch Pierre à Passet genannt (einer der lokalen Namen des Teufels)), ist ein unregelmäßiger Findling von etwa 25,0 m Umfang und 8,0 m Höhe. Der Teufelsstein hat auf seiner Oberseite 13 Schälchen, (französisch cupules) was ihn zu einem Kultplatz der prähistorischen Bevölkerung macht. Dies wurde in der christlichen Ära fortgesetzt. Um es auszurotten, erklärte der Klerus, dass die Anwesenheit dieses Findlings dem Teufel zu verdanken sei.
Der „Stein des Teufels“ ist in den letzten Jahren zu einem bevorzugten Klettergebiet der Region geworden. Auf dem Gebiet der Collines du Léman (der Hügel am Genfer See) wurden weitere Schalensteine entdeckt.

## Bevölkerung
| Jahr                       | 1962 | 1968 | 1975 | 1982 | 1990 | 1999 | 2006 | 2017 |
| Einwohner                  | 903  | 1115 | 1576 | 2098 | 2627 | 3021 | 3472 | 4459 |
| Quellen: Cassini und INSEE |      |      |      |      |      |      |      |      |

Mit 4938 Einwohnern (Stand 1. Januar 2022) gehört Allinges zu den mittelgroßen Gemeinden des Départements Haute-Savoie. In den letzten Jahrzehnten wurde ein kontinuierliches starkes Wachstum der Einwohnerzahl verzeichnet. Außerhalb des alten Dorfkerns und im Bereich von La Chavanne und Les Bougeries entstanden größere Einfamilienhausquartiere.

## Wirtschaft und Infrastruktur
Allinges war bis weit ins 20. Jahrhundert hinein ein vorwiegend durch die Landwirtschaft geprägtes Dorf. Heute gibt es verschiedene Betriebe des lokalen Kleingewerbes sowie Bau- und Handelsfirmen. Zahlreiche Erwerbstätige sind Wegpendler, die in den größeren Ortschaften der Umgebung, vor allem in Thonon-les-Bains ihrer Arbeit nachgehen.
Die Ortschaft liegt abseits der größeren Durchgangsstraßen, ist aber von Thonon-les-Bains über die Verbindungsstraße D903 (nach Bons-en-Chablais) leicht erreichbar. Weitere Straßenverbindungen bestehen mit Margencel und Lyaud. In der Gemeinde befand sich ein Bahnhof an der Strecke Annemasse–Thonon-les-Bains.